# 요하네스 폴켈트

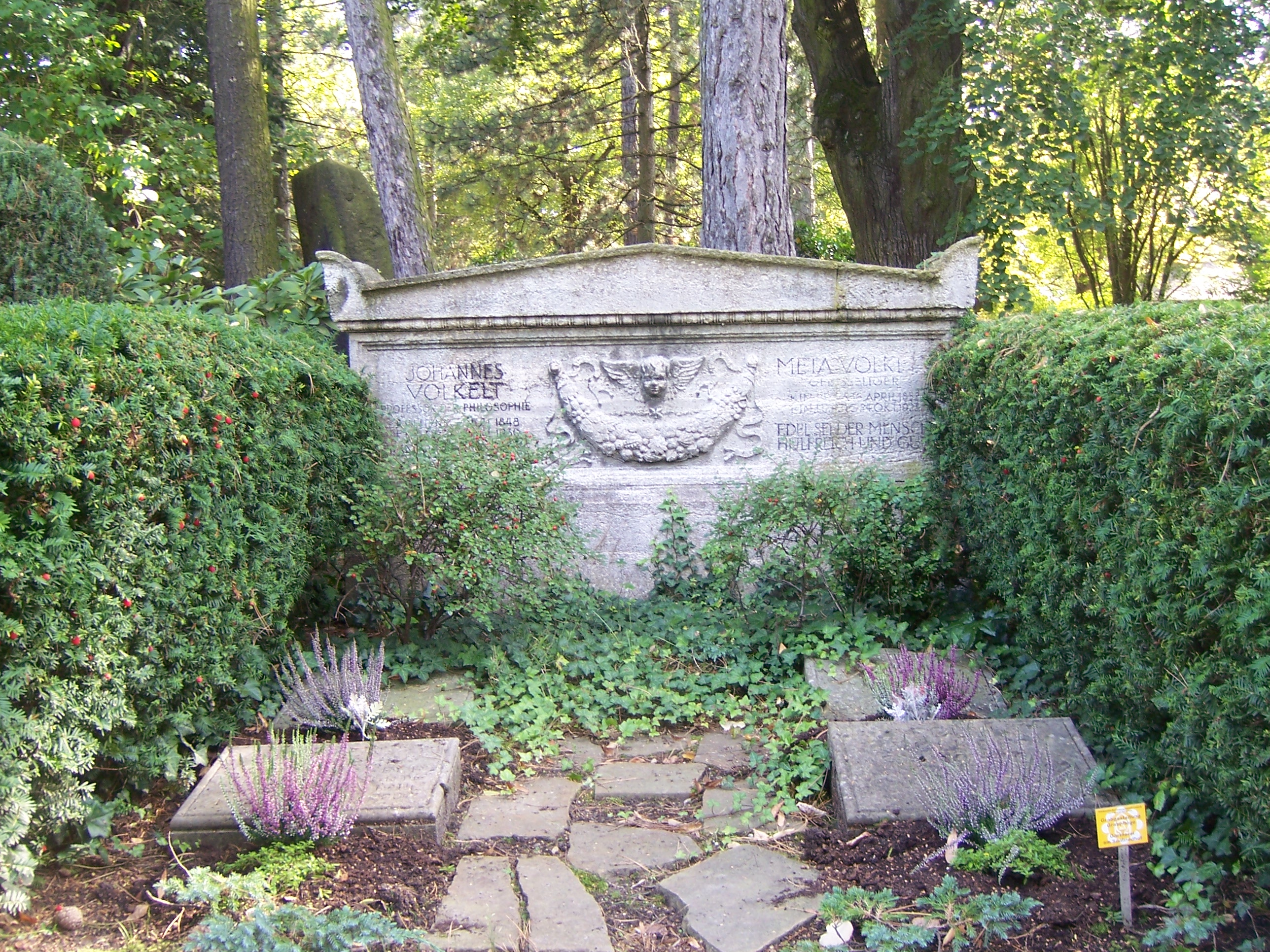
무덤

요하네스 폴켈트(Johannes Volkelt, 1848년 7월 21일 ~ 1930년 5월 8일)는 독일의 철학자, 미학자이다.
현재 폴란드의 영토인 가리치엔 출신이다. 빈과 예나, 라이프치히 대학에서 수학한 후에 1879년 예나 대학 조교수가 되고, 1883년 바젤 대학, 1889년 뷔르츠부르크 대학, 1894년 라이프치히 대학 교수를 역임, 라이프치히에서 사망하였다. 그의 아들인 한스 폴켈트도 심리학자였다.
독일 관념론의 영향을 받아 인식론, 형이상학, 미학, 종교철학 등 다방면으로 활약하였으나 그의 전공은 미학이었다. 립스와 더불어 '감정이입 미학'의 대표자이지만 립스에 비하여 미와 예술에 대한 경험적 사실의 관찰 범위가 넓어서 이해하기 쉽다.
그가 가장 중요시한 것은 지식의 분석이며 그것은 두 기원으로부터 이루어진다고 하였다. 첫째로 경험적 데이터를 든다. 의식을 떠나서는 외계에 대한 진정한 지식이 성립되지 않기 때문이다. 둘째로는 논리적 사고가 요구된다. 이것 없이는 지각의 소재를 지식으로 성립시킬 수 없기 때문이다.
폴겔트는 미적 영역에도 독자적인 객관성, 즉 감정 대상성이 있다고 보았고, 감정이입의 근저에는 '타아(他我)에 대한 확실성'이 있음을 강조하였다.
그의 주저로는 <미학대계(美學大系)>(1905-1927), <미의식론(美意識論)>(1920)이 있다.